# Gabriel Vilardi
Gabriel "Gabe" Vilardi, född 16 augusti 1999, är en kanadensisk professionell ishockeyforward som spelar för Los Angeles Kings i National Hockey League (NHL). Han har tidigare spelat för Ontario Reign i American Hockey League (AHL) och Windsor Spitfires och Kingston Frontenacs i Ontario Hockey League (OHL).
Vilardi draftades av Los Angeles Kings i första rundan i 2017 års draft som elfte spelare totalt.

## Statistik
| 2013–2014  | Greater Kingston Jr. Frontenacs | ETA        | 31  | 22 | 26 | 48  | 14 | —  | —  | —  | —  | —  |
| 2014–2015  | CIHA Voyageurs                  | OEMHL      | 24  | 22 | 25 | 47  | 20 | 8  | 3  | 7  | 10 | 10 |
| 2015–2016  | Windsor Spitfires               | OHL        | 62  | 17 | 21 | 38  | 14 | 5  | 1  | 3  | 4  | 2  |
| 2016–2017  | Windsor Spitfires               | OHL        | 49  | 29 | 32 | 61  | 12 | 7  | 2  | 4  | 6  | 4  |
| 2017–2018  | Kingston Frontenacs             | OHL        | 32  | 22 | 36 | 58  | 14 | 16 | 11 | 11 | 22 | 14 |
| 2018–2019  | Ontario Reign                   | AHL        | 4   | 0  | 1  | 1   | 0  | —  | —  | —  | —  | —  |
| 2019–2020  | Los Angeles Kings               | NHL        | 10  | 3  | 4  | 7   | 4  | —  | —  | —  | —  | —  |
|            | Ontario Reign                   | AHL        | 32  | 9  | 16 | 25  | 14 | —  | —  | —  | —  | —  |
| 2020–2021  | Los Angeles Kings               | NHL        | 54  | 10 | 13 | 23  | 6  | —  | —  | —  | —  | —  |
| NHL totalt | NHL totalt                      | NHL totalt | 64  | 13 | 17 | 30  | 10 | —  | —  | —  | —  | —  |
| AHL totalt | AHL totalt                      | AHL totalt | 36  | 9  | 17 | 26  | 14 | —  | —  | —  | —  | —  |
| OHL totalt | OHL totalt                      | OHL totalt | 143 | 68 | 89 | 157 | 40 | 28 | 14 | 18 | 32 | 20 |

### Internationellt
| Källa: Uppdaterad: 2021-09-25 | Källa: Uppdaterad: 2021-09-25 | Källa: Uppdaterad: 2021-09-25 |         | Utv = Utvisningsminuter | Utv = Utvisningsminuter | Utv = Utvisningsminuter | Utv = Utvisningsminuter | Utv = Utvisningsminuter |
| År                            | Lag                           | Mästerskap                    | Matcher | Mål                     | Assists                 | Poäng                   | Utv                     |                         |
| ----------------------------- | ----------------------------- | ----------------------------- | ------- | ----------------------- | ----------------------- | ----------------------- | ----------------------- | ----------------------- |
| 2021                          | Kanada                        | VM                            | 10      | 0                       | 1                       | 1                       | 6                       |                         |
| Senior totalt                 | Senior totalt                 | Senior totalt                 | 10      | 0                       | 1                       | 1                       | 6                       |                         |